# Miguel Sanabria
Miguel Ángel Sanabria Acevedo (Tuta, 20 september 1967 – Bogota, 7 oktober 2006) was een Colombiaanse wielrenner die op 39-jarige leeftijd om het leven kwam nadat hij frontaal in aanrijding kwam met een bus in Bogota.

## Overwinningen
1992
- 9e etappe Vuelta al Tachira

1995
- 6e etappe Ronde van Colombia

1996
- 6e etappe en eindklassement Ronde van Colombia

1997
- 4e etappe Vuelta a Cundinamarca

1998
- 1e etappe en eindklassement GP Mundo Ciclistico

1999
- 12e etappe Ronde van Colombia

2002
- Eindklassement Vuelta a Cundinamarca
- 4e etappe Clasica Alcaldía de Pasca

2004
- 1e etappe Vuelta a Boyacà
- 13e en 14e etappe Ronde van Colombia

2005
- 2e etappe Clásica Ciudad de Girardot

## Resultaten in voornaamste wedstrijden
| Jaar | Ronde van Italië | Ronde van Frankrijk | Ronde van Spanje |
| ---- | ---------------- | ------------------- | ---------------- |
| 1991 | 59e              |                     |                  |
| 1993 |                  |                     | opgave           |